# 所羅門 (澳大利亞國會選區)
所羅門選區（英語：Division of Solomon），是澳大利亞北領地的下議院選區，包括首府達爾文港周圍，因南澳洲州第二十一任州督、代表南澳大利亞選區的第一屆聯邦下議院議員韋本·所羅門而得名。面積337平方公里。
選區始於2000年，是自由黨佔優的選區。2010年大選，尋求首次連任的、工黨的達米安·黑爾被娜塔莎·格利格斯擊敗。